# European League maschile 2012
La IX European League di pallavolo maschile si è svolta dal 24 maggio al 1º luglio 2012. Dopo la fase a gironi che si è giocata dal 24 maggio al 24 giugno 2012, la fase finale, a cui si sono qualificate le prime classificate di ogni girone, più la migliore seconda e la Turchia, paese ospitante, si è svolta dal 30 giugno al 1º luglio ad Ankara, in Turchia. Al torneo hanno partecipato 10 squadre nazionali europee e la vittoria finale è andata per la seconda volta ai Paesi Bassi.

## Gironi
| Girone A                                   | Girone B                                           |
| ------------------------------------------ | -------------------------------------------------- |
| Danimarca Grecia Israele Slovacchia Spagna | Austria Paesi Bassi Cecoslovacchia Romania Turchia |

## Fase finale

### Finali 1º e 3º posto -Ankara
|  | Semifinali  | Semifinali  | Semifinali |         |             | Finale 1º/2º posto | Finale 1º/2º posto | Finale 1º/2º posto |  |
|  |             |             |            |         |             |                    |                    |                    |  |
|  | Paesi Bassi | Paesi Bassi | 3          |         |             |                    |                    |                    |  |
|  | Paesi Bassi | Paesi Bassi | 3          |         |             |                    |                    |                    |  |
|  | Slovacchia  | Slovacchia  | 0          |         |             |                    |                    |                    |  |
|  | Slovacchia  | Slovacchia  | 0          |         | Paesi Bassi | Paesi Bassi        | 3                  |                    |  |
|  |             |             |            |         | Paesi Bassi | Paesi Bassi        | 3                  |                    |  |
|  |             |             | Turchia    | Turchia | 2           |                    |                    |                    |  |
|  | Turchia     | Turchia     | Turchia    | Turchia | 2           | 3                  |                    |                    |  |
|  | Turchia     | Turchia     |            |         |             | 3                  |                    |                    |  |
|  | Spagna      | Spagna      | 2          |         |             | Finale 3º/4º posto | Finale 3º/4º posto | Finale 3º/4º posto |  |
|  | Spagna      | Spagna      | 2          |         |             |                    |                    |                    |  |
|  |             |             |            |         |             |                    |                    |                    |  |
|  |             |             |            |         |             | Slovacchia         | Slovacchia         | 1                  |  |
|  |             |             |            |         |             | Slovacchia         | Slovacchia         | 1                  |  |
|  |             |             |            |         |             | Spagna             | Spagna             | 3                  |  |

## Classifica finale
| Pos | Squadra     | Rosa |
| --- | ----------- | --- |
|     | Paesi Bassi | Formazione: 1 Abdel-Aziz, 2 Freriks, 4 ter Horst, 5 Maan, 6 Krolis, 7 Jorna, 8 Van Bemmelen, 9 Gommans, 10 Rauwerdink, 12 Kooistra, 13 van Garderen, 15 Koelewijn, 16 Overbeeke, 18 Andringa, CT: Benne                                                                               |
|     | Turchia     | Formazione: 1 Kıyak, 2 Yenipazar, 3 Pezük, 4 Elgaz, 5 Gökgöz, 6 Gök, 8 Subaşı, 9 Coşkun, 12 Yücel, 15 Batur, 17 Kısal, 18 Kılıç, 19 Bozan, 20 Sağır, 22 Demirciler, 23 Güngör, 24 Şahin, CT: Bašić                                                                                    |
|     | Spagna      | Formazione: 1 Hernán, 2 Gámiz, 3 Noda, 5 Altayo, 6 Delgado, 7 Rodríguez, 8 Sugranes, 9 Rocamora, 10 Fernández, 11 Viciana, 12 Llena, 13 Barcala, 14 Pérez, CT: Muñoz |
| 4   | Slovacchia  | Formazione: 1 Bencz, 2 Končál, 3 Prešinský, 4 Joščák, 5 Kubš, 6 Hupka, 8 Jakubov, 11 Skladaný, 12 Hukel, 13 Chrtianský Jr, 14 Hruška, 15 Zaťko, 16 Hriňák, 17 Ogurčák, 19 Halanda, 20 Javorčík, 21 Kašper, CT: Chrtianský Sr                                                          |
| 5   | Rep. Ceca   | Formazione: 1 Hýský, 2 Popelka, 3 Mach, 4 Správka, 5 Král, 6 Linz, 7 Holubec, 8 Sobotka, 9 Hudeček, 10 Kopáček, 11 Juracka, 13 Fila, 14 Boula, 15 Štokr, 16 Habr, 17 Konečný, 19 Bartůněk, 20 Janouch, 21 Beer, 22 Bartoš, 23 Kuliha, 24 Kriško, 25 Záhorský, 26 Zajíček, CT: Bernard |
| 6   | Israele     | Formazione: 1 Osokin, 3 Hershko, 4 Stein, 5 Shwartz-Shmoel, 7 Faiga, 9 Zi. Bar Netzer, 10 Hilman, 12 Weisman, 14 Ben Gal, 15 Katzenelson, 17 Shafranovich, 18 Sokolov, CT: Zo. Bar Netzer                                                                                             |
| 7   | Danimarca   | Template:Danimarca maschile pallavolo European League 2012 |
| 8   | Austria     | Template:Austria maschile pallavolo European League 2012 |
| 9   | Romania     | Template:Romania maschile pallavolo European League 2012 |
| 10  | Grecia      | Template:Grecia maschile pallavolo European League 2012 |